# Gunpowder

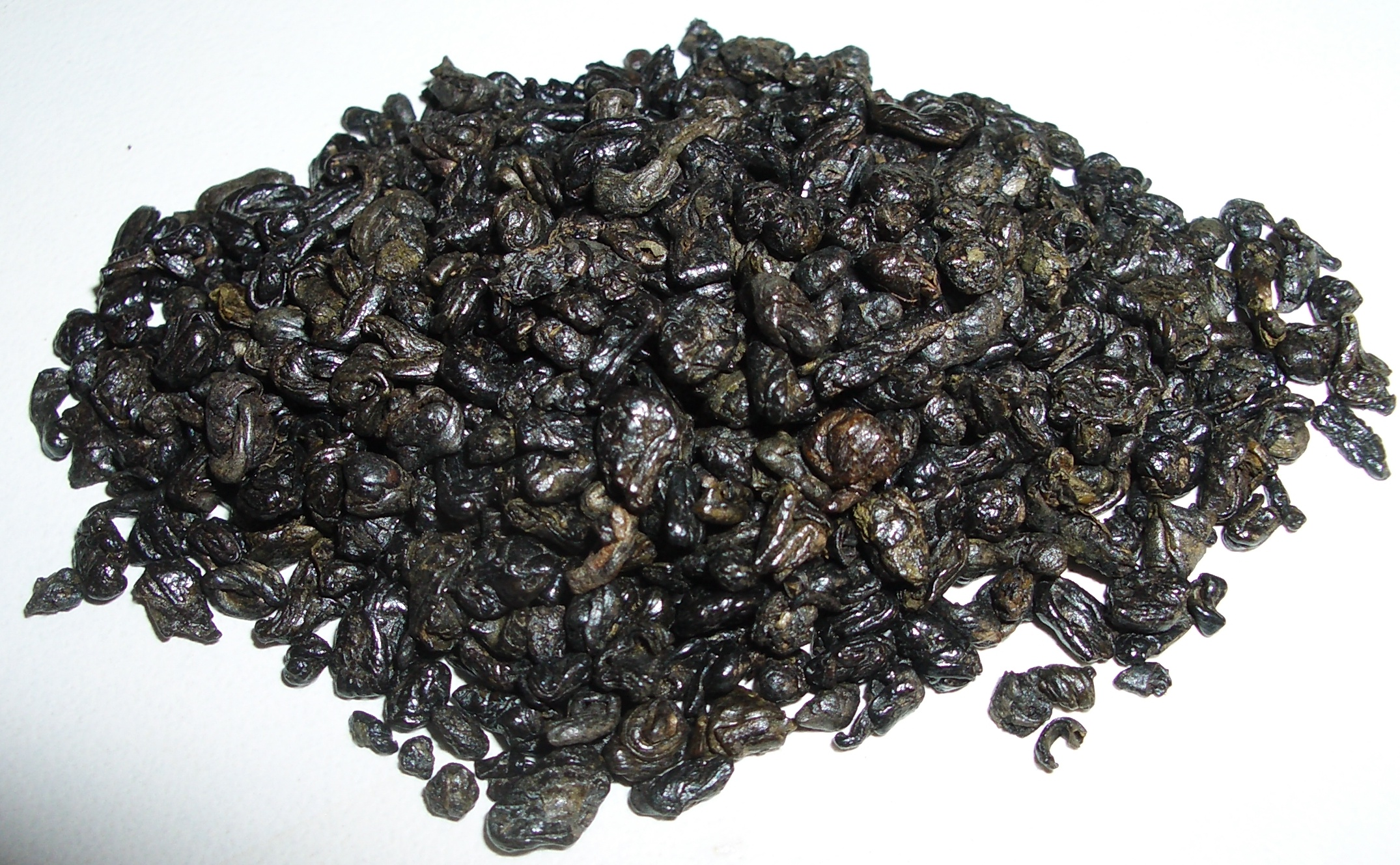
Susz herbaciany Gunpowder

Gunpowder – chińska zielona herbata. Jej nazwa pochodzi od wyglądu – w trakcie produkcji liście są zwijane bardzo ciasno, przez co wyglądają jak proch strzelniczy. Produkowana jest w chińskiej prowincji Zhejiang od czasów dynastii Tang (618-907).
Szczególny proces produkcji sprawia, że objętość tej herbaty jest mniejsza od innych rodzajów. Zwinięte liście po zalaniu gorącą wodą rozprostowują się i "puchną".
Herbatę Gunpowder wysokiej jakości można poznać po tym, że zwinięte liście są bardziej lśniące i mniejsze.
Sposób zaparzania herbaty zielonej, a zwłaszcza typu Gunpowder, jest różny w różnych rejonach i zależy od osobistego upodobania. Przy zaparzaniu w około 80 °C herbata daje łagodny smak.
Z zielonej herbaty można także robić wiele trunków.